# Aubri de Coucy
Aubri de Coucy (auch Aubry, englisch Aubrey, lateinisch Albricus de Cociaco, † nach 1088 auf Burg Coucy) war 1059/79 Seigneur de Coucy und Earl of Northumbria von 1080 bis um 1086.
Aubri de Coucy war Normanne aus der Familie der Grafen von Beaumont-sur-Oise. Er ist ein Sohn von Ivo II., Graf von Beaumont (comes Bellomontensis castri, † 1059), und dessen Ehefrau Emma. Er heiratete in erster Ehe Ada (Adela), Herrin von Coucy, Tochter von Letard de Marle und Mahaut (Haus Roucy), die Ehe wurde um 1059 geschieden. Aubri war danach noch bis 1077 oder 1079 Herr von Coucy. Sein ältester Bruder Geoffrey (Josfredus) starb um 1070, allerdings erbte nicht Aubri, sondern sein Bruder Ivo III., eigentlich ein Kleriker, die Grafschaft Beaumont. Darüber hinaus hatte Aubri de Coucy eine Schwester, Ermengarde († nach 1076), die mit Guy, Seigneur de Châtillon-sur-Marne († nach 1076) verheiratet war, der Überlieferung nach Sohn von Milon de Châtillon und Bruder des späteren Papstes Urban II.
Aubri de Coucy heiratete ein zweites Mal, Aveline, deren Herkunft unbekannt ist, auf deren Betreiben er dann zu einem nicht genannten Zeitpunkt gefangen gesetzt und des Landes verwiesen wurde. Da er ab 1059 mit Besitz in Yorkshire nachgewiesen ist, andererseits aber von 1066 bis 1079 auch Urkunden des französischen Königs Philipp I. bezeugt, kann man diese Verbannung wohl auf 1079 datieren und mit England lokalisieren, zumal er dort im Jahr darauf in die höchsten Ränge des Landes aufstieg.
Als im Jahre 1080 William Walcher, Bischof von Durham und Earl of Northumbria, während einer Fehde zwischen den Rittern seines Hofes und der alten nordumbrischen Aristokratie ermordet wurde, gab Wilhelm der Eroberer dessen Earldom an den Normannen Aubri weiter, zusammen mit umfangreichem Besitz in den Midlands. Aubri de Coucy trat jedoch bald zurück, wahrscheinlich kurz nach einer drohenden dänischen Invasion im Jahr 1085. Er ist 1086 als Lehnsmann im Domesday Book aufgeführt (mit den Gütern Hickleton und Cadeby), aber die Notizen legen nahe, dass er kurz zuvor seinen englischen Besitz verwirkt hatte. Der Chronist Symeon von Durham notiert: de Coucy, „in schwierigen Angelegenheiten von sehr geringem Nutzen seiend, ist in sein Land zurückgekehrt“; das Earldom wurde dann Robert de Mowbray gegeben. Bevor König Wilhelm 1087 in Rouen starb, entschied er, dass sein ältester Sohn, Robert Curthose, ihm in der Normandie, nicht aber in England, nachfolgen durfte, und Aubri de Coucy wurde gesandt, um Robert die Nachricht zu überbringen.
Seine Schwester Ermengarde (die 1076 zuletzt bezeugt ist) warnte ihn vor einem Mordanschlag gegen ihn, der von einem  Engurrand geplant werde und der – der Vita Sancti Arnulfi folgend – dann als Enguerrand I. de Coucy der neue Ehemann seiner ersten Frau wurde (Haus Boves). Enguerrand wird um 1085 als Sire de Coucy und 1095 als Vizegraf von Coucy genannt, später allerdings ebenfalls verstoßen.
Aubri de Coucy starb auf seiner Burg Coucy, war also aus dem Exil zurückgekehrt. Er hinterließ einen Sohn, Foulques, über den aber nur bekannt ist, dass er wohl 1092 lebte, aber nicht, wer seine Mutter war.